# Шелковников, Бегбут Мартиросович
Бегбут Мартиросович (Борис Мартынович) Шелковников (Метаксян) (3 июля 1837, Шеки — 10 февраля 1878, Эрзурум, Эрзурум) — российский генерал армянского происхождения, герой русско-турецкой войны 1877—1878 гг.. Отец зоолога Александра Шелковникова (1870—1933).

## Биография
Армянин по происхождению, родился в 1837 году в Нухе. В 1855 г. завершил прохождение курса наук в 1-м Московском кадетском корпусе (Константиновском военном училище) и выпущен прапорщиком в 20-ю артиллерийскую бригаду на Кавказ, где принимал деятельное участие в экспедициях против горцев.
По окончании курса в Николаевской академии Генерального штаба (выпущен в мае 1863 г. по случаю военных обстоятельств без экзамена с правами 2-го разряда) был назначен на службу в войска Варшавского военного округа, в качестве офицера Генерального штаба. Участвовал в подавлении польского мятежа 1863 г., был ранен в ногу и за особые отличия, оказанные им против польских инсургентов, награждён орденом св. Владимира 4-й степени с мечами и бантом и произведён в штабс-капитаны. 13 июля 1864 г. за отличие был удостоен ордена св. Георгия 4-й степени (№ 10227 по списку Григоровича — Степанова).
В 1865 г. вернулся на Кавказ и исполнял обязанности начальника Закатальского округа. В 1875 г. назначен исправляющим должность начальника Черноморского округа.
В русско-турецкую войну 1877—1878 гг. выказал храбрость и распорядительность при защите Черноморского побережья против турецкого десанта (под Сочи) и был произведён в генерал-майоры. После неудачной обороны Сухума генералом Кравченко, сменил последнего на должности начальника Сухумского отдела, отбил у турок Сухум.
За отличие в сражении на Аладжинских высотах, где командовал отдельной колонной, был 27 октября 1877 г. награждён орденом св. Георгия 3-й степени (№ 546).
В воздаяние отличнаго мужества и храбрости, оказанных при выполнении возложенного поручения в деле с турками 20 сентября и 3 октября при разбитии армии Мухтар-паши, где командовал одною из штурмующих колонн.
После занятия русскими войсками Эрзерумской области был её губернатором. Деятельно и энергично принялся за возложенные на него обязанности, но скоро заразился тифом и умер 10 февраля 1878 г. Был похоронен в ограде армянского Ванкского собора в Тифлисе. После разрушения советскими властями главного здания собора в 1938 году удалось перезахоронить останки Бекбута Шелковникова, а также других генералов: М. Т. Лорис-Меликова, А. А. Тер-Гукасова и И. Д. Лазарева, на территории церкви Сурб Геворк.

## Награды
- Орден Святого Георгия 3-й ст. (27.10.1877)
- Орден Святого Георгия 4-й ст. (13.07.1864)
- Орден Святого Владимира 3-й ст.
- Орден Святого Владимира 4-й ст. с мечами и бантом (1863)
- Орден Святой Анны 2-й ст. с мечами
- Орден Святой Анны 3-й ст. с мечами и бантом
- Орден Святого Станислава 2-й ст. с мечами
- Орден Святого Станислава 3-й ст. с мечами и бантом